# Dvorište (Despotovac)
Pour les articles homonymes, voir Dvorište.
Dvorište (en serbe cyrillique : Двориште) est un village de Serbie situé dans la municipalité de Despotovac, district de Pomoravlje. Au recensement de 2011, il comptait 457 habitants.
Dvorište se trouve à 7 km de Despotovac.

## Démographie

### Évolution historique de la population
| 1948 | 1953 | 1961 | 1971 | 1981 | 1991 | 2002 | 2011 |
| ---- | ---- | ---- | ---- | ---- | ---- | ---- | ---- |
| 819  | 807  | 860  | 885  | 824  | 757  | 565  | 457  |

|  |